# Арай Макі
Арай Макі (нар. 23 грудня 1982) — колишня японська тенісистка.
Найвищу одиночну позицію світового рейтингу — 425 місце досягла 14 червня 2004, парну — 185 місце — 12 вересня 2005 року.
Здобула 27 парних титулів туру ITF.
Завершила кар'єру 2010 року.

## Фінали ITF
| Легенда          |
| ---------------- |
| турніри $100,000 |
| турніри $75,000  |
| турніри $50,000  |
| турніри $25,000  |
| турніри $10,000  |

### Одиночний розряд: 3 (0–3)
| Результат | Ранг | Дата           | Турнір                       | Покриття | Суперниця      | Рахунок       |
| --------- | ---- | -------------- | ---------------------------- | -------- | -------------- | ------------- |
| Поразка   | 1.   | 6 травня 2001  | ITF Гатфілд, Велика Британія | Ґрунт    | Маріон Бартолі | 0–6, 2–6      |
| Поразка   | 2.   | 26 жовтня 2003 | ITF Токіо, Японія            | Тверде   | Рьоко Фуда     | 7–5, 3–6, 2–6 |
| Поразка   | 3.   | 22 червня 2008 | ITF Сутама, Японія           | Ґрунт    | Мікі Міямура   | 3–6, 3–6      |

### Парний розряд: 47 (27–20)
| Результат | Ранг | Дата              | Турнір                                   | Покриття   | Партнерка         | Суперниці                                | Рахунок            |
| --------- | ---- | ----------------- | ---------------------------------------- | ---------- | ----------------- | ---------------------------------------- | ------------------ |
| Поразка   | 1.   | 26 вересня 1999   | ITF Токіо, Японія                        | Тверде     | Куміко Їдзіма     | Лі На Лі Тін                             | 2–6, 1–6           |
| Перемога  | 2.   | 21 листопада 1999 | ITF Хайбара, Японія                      | Килим      | Їдзіма Куміко     | Чхой Йон Ча Kim Eun-sook                 | 6–2, 6–0           |
| Поразка   | 3.   | 28 листопада 1999 | ITF Кофу, Японія                         | Килим (i)  | Ремі Тедзука      | Окамото Сейко Таґуті Кейко               | 6–7, 6–0, 5–7      |
| Поразка   | 4.   | 20 листопада 2000 | ITF Кофу, Японія                         | Килим (i)  | Їдзіма Куміко     | Окамото Сейко Таґуті Кейко               | 5–3, 1–4, 4–5, 1–4 |
| Перемога  | 5.   | 29 квітня 2001    | ITF Борнмут, Англія                      | Ґрунт      | Джулія Сміт       | Даніела Клеменшиц Сандра Клеменшиц       | 6–7(4), 6–3, 6–3   |
| Перемога  | 6.   | 24 червня 2001    | ITF Монреаль, Канада                     | Тверде     | Каорі Аояма       | Аяно Такеуті Томоко Йонемура             | 6–1, 6–3           |
| Перемога  | 7.   | 8 липня 2001      | ITF Гаосюн, Тайвань                      | Тверде     | Їдзіма Куміко     | Ху Чін-Бі Вен Цзитін                     | w/o                |
| Перемога  | 8.   | 10 лютого 2002    | ITF Фару, Португалія                     | Тверде     | Тедзука Ремі      | Сатомі Кіндзьо Окамото Сейко             | 7–5, 6–7(5), 6–2   |
| Перемога  | 9.   | 17 лютого 2002    | ITF Віламора, Португалія                 | Тверде     | Тедзука Ремі      | Ліана Унгур Марта Фрага                  | 6–2, 7–5           |
| Перемога  | 10.  | 21 липня 2002     | ITF Сеул, Південна Корея                 | Тверде     | Окамото Сейко     | Чхе Кйон І Чан Кйон Мі                   | 6–3, 5–7, 6–4      |
| Перемога  | 11.  | 1 вересня 2002    | ITF Ібаракі, Японія                      | Тверде     | Аояма Каорі       | Юміко Кітамура Таґуті Кейко              | 4–6, 6–1, 6–2      |
| Поразка   | 12.  | 15 вересня 2002   | ITF Кіото, Японія                        | Тверде (i) | Аояма Каорі       | Хісамацу Сіхо Іноуе Майко                | 5–7, 5–7           |
| Поразка   | 13.  | 23 лютого 2003    | ITF Бенгалуру, Індія                     | Тверде     | Наталія Демиденко | Рушмі Чакравартхі Сай Джаялакшмі Джаярам | 6–7(5), 6–7(4)     |
| Поразка   | 14.  | 20 квітня 2003    | ITF Ямаґуті, Японія                      | Ґрунт      | Рьоко Фуда        | Акіко Кінебуті Томоко Тайра              | 6–3, 6–7(7), 4–6   |
| Поразка   | 15.  | 18 травня 2003    | ITF Наґано, Японія                       | Трава      | Накамура Айко     | Томоко Тайра Йонемура Томоко             | 3–6, 1–6           |
| Поразка   | 16.  | 25 травня 2003    | ITF Ґумма, Японія                        | Трава      | Накамура Айко     | Їдзіма Куміко Сучанун Віратпрасерт       | 6–4, 5–7, 4–6      |
| Перемога  | 17.  | 21 червня 2003    | ITF Інчхон, Південна Корея               | Тверде     | Ван Їдін          | Kim Ye-on Lee Joo-hee                    | 6–1, 1–6, 6–2      |
| Перемога  | 18.  | 26 жовтня 2003    | ITF Токіо, Японія                        | Тверде     | Фуда Рьоко        | Сідзу Кацумі Kim Hea-mi                  | 6–2, 6–3           |
| Поразка   | 19.  | 3 липня 2004      | ITF Інчхон, Південна Корея               | Тверде     | Тедзука Ремі      | Лі Чін А Yoo Soo-mi                      | 2–6, 6–4, 4–6      |
| Перемога  | 20.  | 7 вересня 2004    | ITF Ібаракі, Японія                      | Тверде     | Тедзука Ремі      | Фудзівара Ріка Хісамацу Сіхо             | 6–1, 5–7, 6–2      |
| Поразка   | 21.  | 19 вересня 2004   | Кіото, Японія                            | Килим      | Сатомі Кіндзьо    | Наташа Керстен Еріко Мідзуно             | 4–6, 6–4, 4–6      |
| Поразка   | 22.  | 31 жовтня 2004    | Токіо, Японія                            | Тверде     | Акіко Йонемура    | Їдзіма Куміко Намігата Дзюнрі            | 3–6, 1–6           |
| Перемога  | 23.  | 5 лютого 2005     | Веллінгтон, Нова Зеландія                | Тверде     | Чан Кйон Мі       | Беті Секуловскі Александра Срндович      | 3–6, 6–4, 6–4      |
| Перемога  | 24.  | 13 лютого 2005    | Бленім, Нова Зеландія                    | Тверде     | Chang Kyung-mi    | Беті Секуловскі Александра Срндович      | 6–4, 7–6           |
| Перемога  | 25.  | 13 лютого 2005    | Ямаґуті, Японія                          | Ґрунт      | Їдзіма Куміко     | Ліса Д'Амеліо Крістіна Горіатопулос      | 6–3, 7–6           |
| Поразка   | 26.  | 11 червня 2005    | Сеул, Південна Корея                     | Тверде     | Lee Eun-jeong     | Чжань Цзіньвей Сє Шувей                  | 2–6, 1–6           |
| Перемога  | 27.  | 11 вересня 2005   | Пекін, КНР                               | Тверде     | Kim So-jung       | Латіша Чжань Хванг І-Хсюань              | 6–4, 6–0           |
| Перемога  | 28.  | 30 жовтня 2005    | Токіо, Японія                            | Тверде     | Kim Hea-mi        | Лорен Бредмор Аннетте Кольб              | 6–4, 7–6           |
| Перемога  | 29.  | 6 листопада 2005  | Сутама, Японія                           | Ґрунт      | Їдзіма Куміко     | Томоко Докей Юкіко Ябе                   | 6–1, 6–2           |
| Перемога  | 30.  | 16 липня 2006     | Міядзакі, Японія                         | Килим      | Їдзіма Куміко     | Окамото Сейко Такасе Аямі                | 6–2, 6–3           |
| Поразка   | 31.  | 10 вересня 2006   | Кіото, Японія                            | Килим      | Юкіко Ябе         | Нацумі Хамамура Маекава Аяка             | 4–6, 2–6           |
| Поразка   | 32.  | 17 вересня 2006   | Хіросіма, Японія                         | Килим      | Монтіні Тангпхонг | Юка Курода Еріко Мідзуно                 | 1–6, 4–6           |
| Поразка   | 33.  | 28 жовтня 2006    | Hamanako, Японія                         | Килим      | Окамото Сейко     | Чжуан Цзяжун Сє Шувей                    | 6–7(2), 5–7        |
| Перемога  | 34.  | 5 листопада 2006  | Sutama, Японія                           | Ґрунт      | Окамото Сейко     | Такемура Рьоко Танака Марі               | 6–2, 6–3           |
| Перемога  | 35.  | 4 листопада 2007  | Кофу (Яманасі), Японія                   | Тверде     | Chang Kyung-mi    | Маекава Аяка Варатчая Вонгтінчай         | 5–7, 6–2, [10–7]   |
| Перемога  | 36.  | 8 березня 2008    | Гамільтон (Нова Зеландія), Нова Зеландія | Тверде     | Юріна Косіро      | Елісон Бай Емелін Старр                  | 7–6(3), 7–6(2)     |
| Поразка   | 37.  | 6 вересня 2008    | Цукуба (Ібаракі), Японія                 | Тверде     | Сема Юріка        | Чжань Цзіньвей Хванг І-Хсюань            | 0–6, 4–6           |
| Поразка   | 38.  | 20 вересня 2008   | Кіото, Японія                            | Килим      | Косіро Юріна      | Ока Аюмі Варатчая Вонгтінчай             | 7–5, 2–6, [2–10]   |
| Поразка   | 39.  | 27 березня 2009   | Кофу (Яманасі), Японія                   | Тверде     | Міямура Мікі      | Аояма Сюко Акарі Іноуе                   | 5–7, 6–3, [8–10]   |
| Перемога  | 40.  | 1 травня 2009     | Бандаберг, Австралія                     | Ґрунт      | Ніколь Рінер      | Ізабелла Голланд Саллі Пірс              | 1–6, 6–4, 11–9     |
| Перемога  | 41.  | 1 травня 2009     | Іпсвіч (Квінсленд), Австралія            | Ґрунт      | Олівія Роговська  | Тайра Келдервуд Шеннон Голдс             | 6–3, 6–2           |
| Поразка   | 42.  | 14 червня 2009    | Токіо, Японія                            | Тверде     | Косіро Юріна      | Аюмі Ока Танака Марі                     | 6–7(6), 0–6        |
| Перемога  | 43.  | 11 липня 2009     | Токіо, Японія                            | Килим      | Танака Марі       | Кадзуса Іто Томоко Тайра                 | 7–5, 3–6, [13–11]  |
| Поразка   | 44.  | 8 серпня 2009     | Ніїґата, Японія                          | Килим      | Ецуко Кітадзакі   | Айрі Хаґімото Іноуе Майко                | 2–6, 2–6           |
| Перемога  | 45.  | 29 серпня 2009    | Сайтама, Японія                          | Тверде     | Танака Марі       | Айрі Хаґімото Іноуе Майко                | 6–2, 6–4           |
| Перемога  | 46.  | 26 березня 2010   | Кофу (Яманасі), Японія                   | Тверде     | Окамото Сейко     | Хісамацу Сіхо Іноуе Майко                | 6–4, 6–4           |
| Перемога  | 47.  | 11 липня 2010     | ITF Токіо, Японія                        | Килим      | Іноуе Майко       | Айрі Хаґімото Каорі Онісі                | 6–2, 7–5           |